# Blauspitze
Blauspitze är en bergstopp i Österrike.   Den ligger i distriktet Lienz och förbundslandet Tyrolen, i den centrala delen av landet, 300 kilometer väster om huvudstaden Wien. Toppen på Blauspitze är 2 575 meter över havet, eller 103 meter över den omgivande terrängen. Bredden vid basen är 0,89 km.
Terrängen runt Blauspitze är mycket bergig. Runt Blauspitze är det ganska glesbefolkat, med 26 invånare per kvadratkilometer.. Närmaste större samhälle är Matrei in Osttirol, 5,4 kilometer väster om Blauspitze. 
I omgivningarna runt Blauspitze växer i huvudsak blandskog.